# Майкъл Добс
Майкъл Добс (на английски: Michael Dobbs), познат също като лорд Добс от Уайли, е английски политик консерватор и писател на произведения в жанра политически трилър, исторически роман и биография.

## Биография и творчество
Майкъл Добс е роден на 14 ноември 1948 г. в Чешънт, Хартфордшър, Англия, в семейството на Ерик и Айлийн Добс, собственик на разсадник за декоратиивни растения и фризьорка. Има двама братя. Завършва гимназия „Ричард Хол“ в Хъртфорд. През 1971 г. завършва философия, политика и икономика в колежа „Христос Чърч“ на ццОксфорския университет;;. След дипломирането си се премества в САЩ, където учи право и дипломация в университета Тъфт в Медфорд, Масачузетс. Заедно със следването си в периода 1971-1975 г. работи като помощник и политически анализатор в редакцията на „Бостън Глоуб“. През 1975 г. получава магистърска и през 1977 г. докторска степен на тема в областта на ядрената отбрана.
През 1977 г. се завръща в Англия в и започва работа за Консервативната партия в Лондон. В периода 1977-1979 г. е съветник на лидерката на опозицията Маргарет Тачър, в периода 1979-1981 г. е говорител на консерваторите, в периода 1981-1986 г. е специален държавен съветник, а в периода 1986-1987 г. е началник-щаб на Консервативната партия. През 1984 г. преживява терористичния акт в Брайтън.
В периода 1983-1986 г. работи в рекламната агенция „Saatchi & Saatchi“ като заместник-директор на рекламата, в периода 1987-1988 г. е директор за световните корпоративни комуникации на агенцията, а в периода 1988-1991 г. е заместник-председател на Морис Саатчи. В периода 1991-1998 г. е колумнист на вестник „The Mail on Sunday“. В периода 1998-2001 г. е водещ в коментарната рубрика за актуални въпроси „Despatch Box“ в телевизия BBC 2.
В периода 1994-1995 г. е част от правителството на Джон Мейджър като заместник-председател на Консервативната партия. През 2010 г. е включен в Камарата на лордовете като Добс от Уайли и представител на консерваторите. През август 2014 г. лорд Добс е една от 200-а публични личности, подписали писмо до „Гардиън“, против референдума за шотландска независимост. През 2016 г. подкрепя референдума за напускането на Великобритания от Европейския съюз.
Първият му роман „Къща от карти“ от едноименната поредица е издаден през 1989 г. Той представя безскрупулните политически машинации и корумпираните медии във Великобритания в края на 80-те. Главният герой, Франсис Ъркарт използва всякакви подмолни средства, за да овладее премиерския пост, амбициозната млада журналистка Мати Сторин се опитва да изгрее с историята на живота си. Поредицата става бестселър и през 1990 г. романът „Къща от карти“ е екранизиран в едноименния телевизионен минисериал с участието на Иън Ричардсън и Сузана Харкър, който получава две награди BAFTA. В периода 2013-2018 г. е екранизиран отново в сериала „Къща от карти“ на „Netflix“ с режисьор Дейвид Финчър и с участието на Кевин Спейси и Робин Райт, а Добс е изпълнителен продуцент.
Той е част от комитета по определянето на носителите на литературната награда „Коста“.
Майкъл Добс живее със семейството си в село Уайли, Уилтшър и в Лондон.

## Произведения

### Самостоятелни романи
- Wall Games (1990)
- Last Man to Die (1991)
- The Touch of Innocents (1994)
- First Lady (2006)

### Серия „Къща от карти“ (House of Cards)
1. House of Cards (1989)
Къща от карти, изд.: „Сиела“, София (2014), прев. Георги Иванов
2. To Play the King (1992)
Да изиграеш краля, изд.: „Сиела“, София (2016), прев. Георги Иванов
3. The Final Cut (1995)
Последното раздаване, изд.: „Сиела“, София (2017), прев. Георги Иванов

### Серия „Томас Гудфелоу“ (Thomas Goodfellowe)
1. Goodfellowe MP (1997)
2. The Buddha of Brewer Street (1997)
3. Whispers of Betrayal (2000)

### Серия „Уинстън Чърчил“ (Winston Churchill)
1. Winston's War (2002)
2. Never Surrender (2003)
3. Churchill's Hour (2004)
4. Churchill's Triumph (2005)

### Серия „Хари Джоунс“ (Harry Jones)
1. The Lord's Day (2007)
2. The Edge of Madness (2008)
3. The Reluctant Hero (2010)
4. Old Enemies (2011)
5. The Sentimental Traitor (2012)
6. A Ghost at the Door (2013)

### Екранизации
- 1990 House of Cards – ТВ мини сериал, 4 епизода
- 1993 To Play the King – ТВ мини сериал, 4 епизода
- 1995 The Final Cut – ТВ мини сириал, 4 епизода
- 2009 Theatre Live! – ТВ сериал, 1 епизод
- 2013-2018 Къща от карти, House of Cards – ТВ сериал, 73 епизода